# Tucuruí-Stausee

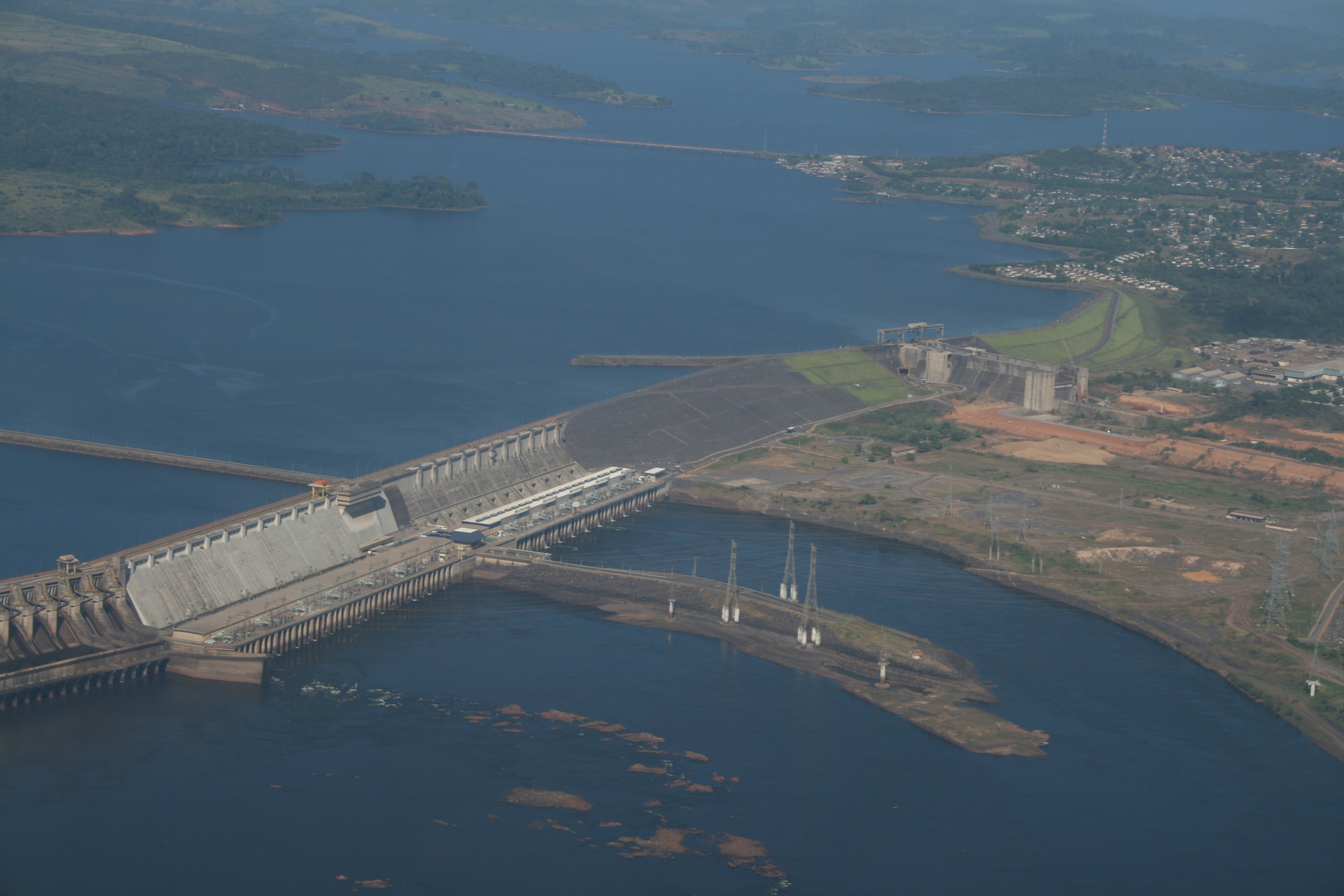
Wasserkraftwerk, Luftaufnahme 2008

Der Tucuruí-Stausee (Reprêsa Tucuruí) befindet sich im brasilianischen Bundesstaat Pará.
Sein Hauptzufluss ist der Rio Tocantins bei Marabá, dessen Einmündung am Südufer des Stausees liegt; sein Abfluss und der Staudamm liegen im Norden bei Tucuruí. „Im November 1975 begannen […] die Infrastrukturarbeiten für das Wasserkraftwerk.“
Der Staudamm hat eine Höhe von 106 m und ein Bauwerksvolumen von 85,2 Millionen Kubikmetern. Andere Angaben verweisen auf ein Volumen von nur 43 oder 55 Mio m³.
„Für die Inbetriebnahme des Kraftwerks […] wurden 1984 rund 2.875 Quadratkilometer tropischer Regenwald geflutet.“

## Kraftwerk
Bei Tucuruí wurde auch das mit einer Leistung von 8370 MW zweitgrößte Wasserkraftwerk Brasiliens am Rio Tocantins erbaut. Der Staudamm wurde als Gewichtsstaumauer errichtet. In einer ersten Stufe wurde bis Ende 1992 ein Maschinenhaus mit 12 Generatoren (jeweils 350 MW Leistung) sowie 2 Hilfsgeneratoren mit 22,5 MW installiert. Ab Juni 1998 wurde dann in einer zweiten Phase bis April 2007 ein weiteres Maschinenhaus mit zusätzlichen 11 Generatoren (jeweils 375 MW Leistung) errichtet.
Es liefert jährlich etwa 21.000 GWh Elektrizität und versorgt damit weite Teile der Bundesstaaten Pará und Maranhão. Die Aluminiumindustrie in diesen beiden Bundesstaaten konsumiert einen großen Teil des hier produzierten Stroms. Die Mine Carajás wird größtenteils durch die Wasserkraft aus dem Tucuruí-Stausee mit Energie versorgt.
Das Kraftwerk wird von Eletrobrás/Eletronorte betrieben.
Die Baukosten beliefen sich auf „4,7 Milliarden US-Dollar […], die zu drei Vierteln mit ausländischen Krediten finanziert werden mussten.“

## Umweltbelastung
Vor der Flutung des Tucuruí-Stausees, der maximal 45,8 Milliarden m³ Stauvolumen aufweist, wurde das Gebiet nicht gerodet. Infolgedessen zersetzt sich nun unter Wasser die vorhandene Biomasse, wodurch „Schwefelwasserstoff, Methan und Kohlendioxid frei“ wird. „Auch reichert sich das Wasser stark mit Nährstoffen an, was Algen und andere Wasserpflanzen in verheerendem Ausmaß und Tempo wachsen lässt.“ Unterhalb des Staudamms ist das Wasser „auf über hundert Kilometer hinaus ungenießbar, selbst Fische sterben.“